# Hontianske Trsťany
Hontianske Trsťany (hongrois : Hontnádas) est un village de Slovaquie situé dans la région de Nitra.

## Histoire
Première mention écrite du village en 1264.

## Démographie

### Évolution de la population
| Année:               | 1994. | 2004.   | 2014.   | 2024.   |
| -------------------- | ----- | ------- | ------- | ------- |
| Nombre de personnes: | 378   | 346     | 317     | 290     |
| Différence:          |       | -8,46 % | -8,38 % | -8,51 % |

| Année:               | 2023. | 2024.   |
| -------------------- | ----- | ------- |
| Nombre de personnes: | 297   | 290     |
| Différence:          |       | -2,35 % |